# بی‌دینی در بریتانیا

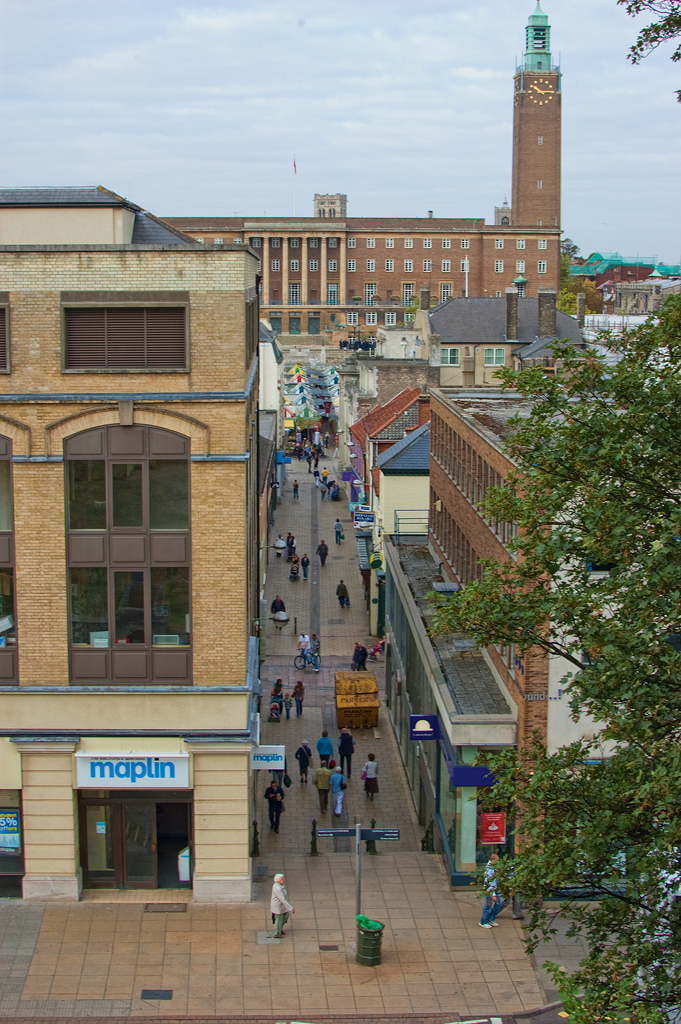
شهر نوریچ بر اساس آمار ۴۲.۵ درصدی بدون وابستگی دینی در سرشماری ۲۰۰۱ بریتانیا، بی‌دین‌ترین محله در این کشور است.

بی‌دینی در بریتانیا به عدم اعتقاد دینی، سکولاریته یا بی‌خدایی در این کشور اشاره می‌کند. به طور تاریخی، رشد بی‌دینی در بریتانیا هماهنگ با رشد سکولاریزاسیون در تمام اروپا بوده‌است.
اولین سرشماری دین در بریتانیا در سال ۲۰۰۱ نشان داد که ۷.۷ میلیون نفر در این کشور بی‌دین هستند. نحوهٔ پرسش‌نامهٔ این سرشماری از سوی برخی گروه‌های انسان‌گرا مورد انتقاد قرار گرفته بود، و در سرشماری بعدی در سال ۲۰۱۱، آمار بی‌دین‌ها به ۱۴.۱ میلیون نفر افزایش یافت. این آمار، دستهٔ بی‌دین را دومین دیدگاه پرطرفدار در مورد دین بعد از مسیحیت قرار داد. بر این اساس، شمار بی‌دین‌ها در بریتانیا از مجموع تمام جمعیت‌های غیرمسیحی دیگر روی هم بیشتر است. همچنین این دسته بیشترین نرخ رشد را در دو سرشماری گذشته داشته‌است.
به طور تاریخی، آزادی بی‌دین‌ بودن در بریتانیا توسط قانون کفرگویی محدود شده بود، قوانینی که نقد و استهزا مسیحیت را جریمه می‌کردند، به ویژه توسط کلیسان دولتی انگلستان. آخرین حکم برای توهین به مقدسات در سال ۱۹۲۱ اجرا شد، و این قانون به طور رسمی در سال ۲۰۰۸ ملغی شد.

## ۱۸۵۰-۱۹۰۰

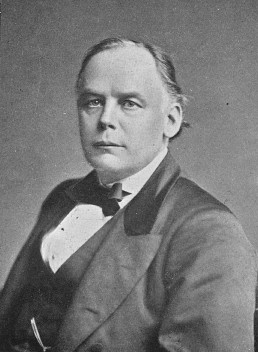
چارلز بردلو، عضو پارلمان برای نورث‌همپتون، بنیان‌گذار انجمن سکولار ملی در ۱۸۶۶.

- جورج هولیوک در سال ۱۸۵۱ واژه سکولاریسم را ابداع کرد، که کمکی به روش‌شدن مفهوم جنبش نوپای جدایی دین از سیاست بود.
- انجمن سکولار ملی در سال ۱۸۶۶ توسط چارلز بردلو بنیان‌گذاری شد.
- انجمن انسان‌گرای بریتانیایی در سال ۱۸۹۱ بنیان‌گذاری شد.

## ۱۹۵۰-۲۰۰۰
- زیست‌شناس فرگشتی ریچارد داوکینز که با کتاب ژن خودخواه در ۱۹۷۶ برجسته شده بود، به طور فزاینده در زمینه بی‌دینی در بریتانیا مطرح شد. او در کتاب ۱۹۸۶ خود، ساعت‌ساز نابینا برای انتخاب طبیعی و علیه آفرینش هوشمند و آفرینش‌گرایی استدلال کرد.

## سده بیست و یکم
- سده ۲۱ شاهد رشد بی‌خدایی نو به عنوان بحثی عمومی در میان طرفداران و منتقدان آن در بریتانیا شد.
- کتاب ۲۰۰۶ داوکینز توهم خدا و اثر منتشر سال ۲۰۰۷ کریستوفر هیچنز خدا بزرگ نیست آثار قابل توجه نویسندگان بریتانیایی این دوره‌است.
- داوکینز از جنبش روشن‌ها که جنبشی اجتماعی با هدف ترویج جهان‌بینی طبیعی بود حمایت کرد.[۳]
- کمپین اتوبوس بی‌خدا برای اولین بار توسط انجمن‌های خردگرا و انسان‌گرای بریتانیایی برای دفاع از ناباوری به ماوراطبیعه اجرا شد. این کمپین بعداً به ایالات متحده و دیگر نقاط دنیا گسترش یافت.[۴]
- انتظار می‌رود تا سال ۲۰۳۸، بی‌خدایی، موضع غالب در مورد وجود خدا شود. [۵]
- یک آمارگیری سال ۲۰۰۹ میان ۱۰۰۰ نوجوان بریتانیایی بین ۱۳ تا ۱۸ سال نشان داد دو سوم آنها به خدا اعتقاد ندارند.[۶]
- محله با بیشترین میزان بی‌دینی در بریتانیا، نوریچ واقع نورفک است، که طبق طبق آمار ۴۲.۵٪ جمعیت را تشکیل می‌دهد.[۷]
- رشد بی‌دینی در بریتانیا در سرشماری ۲۰۱۱ تایید شد، و نشان داد بی‌دینی از ۷.۷ میلیون در ۲۰۰۱ به ۱۴.۱ میلیون در ۲۰۱۱ افزایش یافته‌است، که این یک افزایش ۱۰.۳ درصدی است.